# Радермахера китайская
Радермахера китайская (лат. Radermachera sinica) — вид растений рода Радермахера (Radermachera) семейства Бигнониевые (Bignoniaceae).

## Ботаническое описание

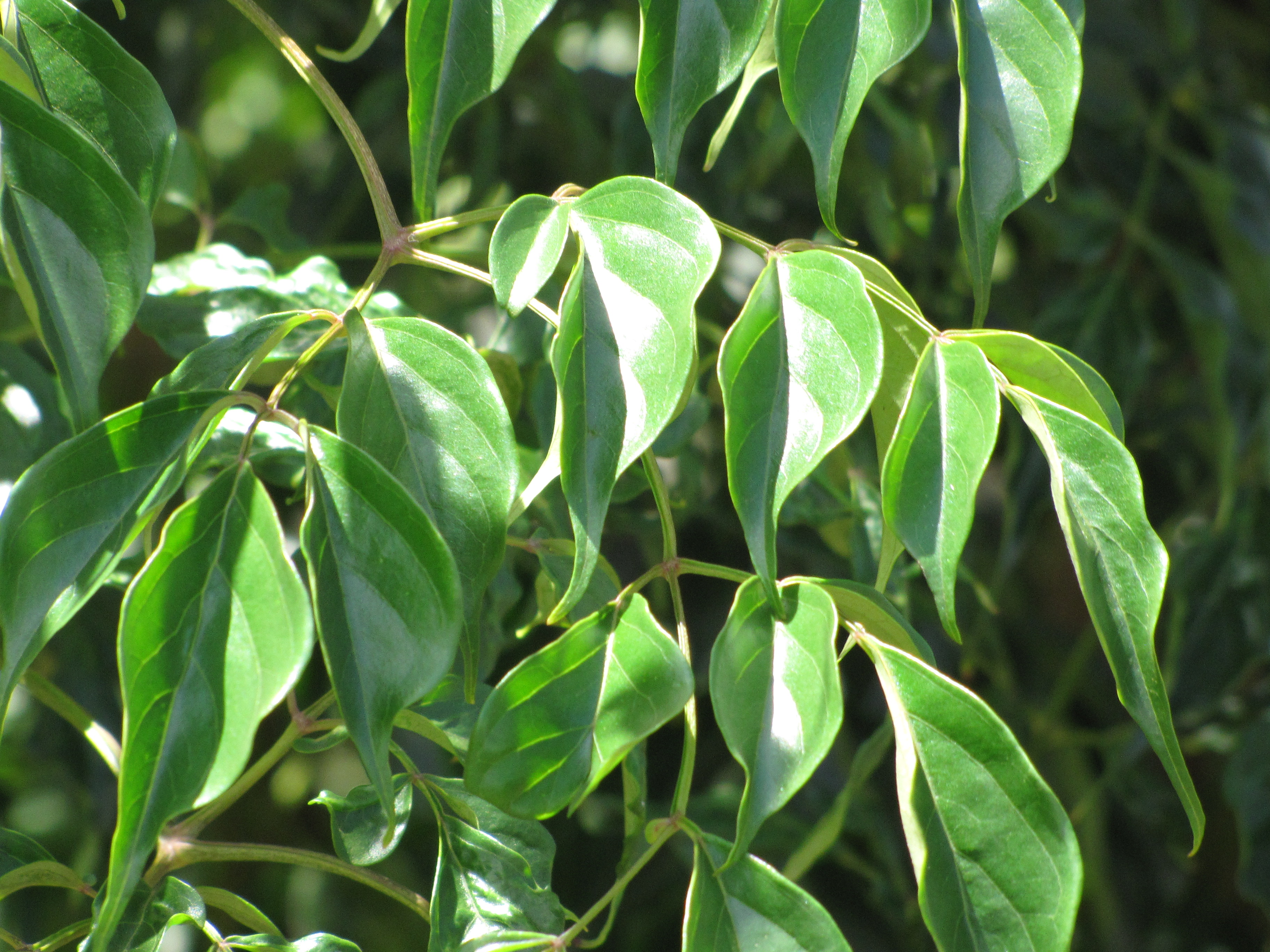
Листья

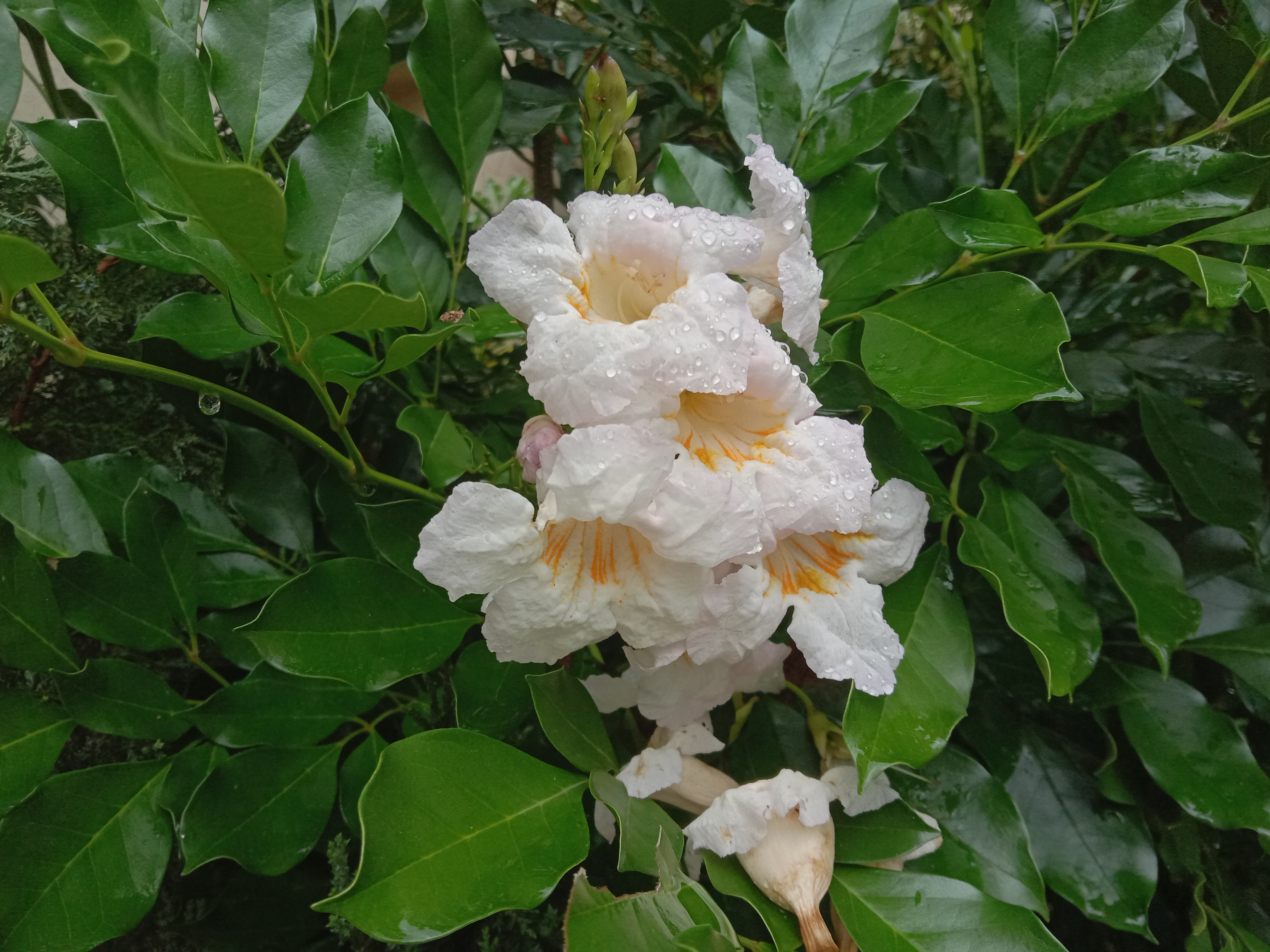
Цветки

Невысокие деревья около 7—10 м высотой. Черешки, ось листа и соцветия голые. Листья 2- или 3-перистосложные; ось листа около 30 см; боковые черешки менее 5 мм длиной, концевые 1—2 см длиной; листочки от яйцевидных до яйцевидно-ланцетных, 4—7 см длиной, 2—3,5 см шириной, голые, в основании ширококлиновидные, по краю цельнокрайные, на верхушке хвостато-заострённые; боковых жилок по 5—6 с каждой стороны средней жилки.
Соцветия — малоцветковые верхушечные метёлки, прямостоячие, 25—35 см длиной; прицветники линейно-ланцетные, около 10 см длиной, опадающие, прицветнички линейные, 4—6 см длиной. Цветки пятимерные, сростнолепестные, двугубые. Чашечка 1,8—4 см длиной, с 5 яйцевидно-ланцетными, около 12 мм длиной зубцами. Венчик от белого до бледно-жёлтого, колокольчато-воронковидной формы, 6—8 (11) см длиной; доли венчика округлые или широкоэллиптические, с городчатыми краями, около 2,5 см длиной. Тычинок 4, двусильные; стаминодии нитевидные. Семязачатки многочисленные, двурядные. Столбик выставяющийся из трубки венчика; рыльце двухлопастное. Плод — гладкая, округло-цилиндрическая или слегка угловатая, повисающая коробочка, 35—65 (85) см длиной, 1—1,5 см шириной; околоплодник тонкий кожистый, покрытый неясными чечевичками; перегородка вальковатая слегка сжатая. Семена крылатые, эллиптические, включая прозрачное крыло около 2 см длиной, 5 мм шириной. Цветёт в марте—сентябре, плодоносит в октябре—декабре.

## Распространение
Естественный ареал простирается от Тайваня и юга Китая (Гуандун, Гуанси, Гуйчжоу, Юньнань) до Бутана, Индии (Ассам, Дарджилинг), севера Мьянмы и Вьетнама. В природе растёт на склонах холмов и низких гор в смешанных лесах; от 300 до 800 м над уровнем моря.

## Применение
Культивируется как декоративное растение в субтропических и тропических странах в открытом грунте, широко выращивается как комнатное растение.